# Leichtathletik-Weltmeisterschaften 2009/Teilnehmer (Somalia)
| Gelbes Symbol für Goldmedaillen mit stilisierten Olympischen Ringen | Graues Symbol für Silbermedaillen mit stilisierten Olympischen Ringen | Braundes Symbol für Bronzemedaillen mit stilisierten Olympischen Ringen |
| ------------------------------------------------------------------- | --------------------------------------------------------------------- | ----------------------------------------------------------------------- |
| —                                                                   | —                                                                     | —                                                                       |

Der somalische Leichtathletik-Verband stellte einen Athleten bei den Leichtathletik-Weltmeisterschaften 2009 in Berlin.

## Ergebnisse

### Männer

#### Laufdisziplinen
| Athlet              | Disziplin | Vorlauf         | Vorlauf | Halbfinale | Halbfinale | Finale             | Finale             |
| Athlet              | Disziplin | Zeit            | Platz   | Zeit       | Platz      | Zeit               | Platz              |
| ------------------- | --------- | --------------- | ------- | ---------- | ---------- | ------------------ | ------------------ |
| Mohamed Ali Mohamed | 5000 m    | 14:34,62 min PB | 35      |            |            | nicht qualifiziert | nicht qualifiziert |